# Dorothy Height

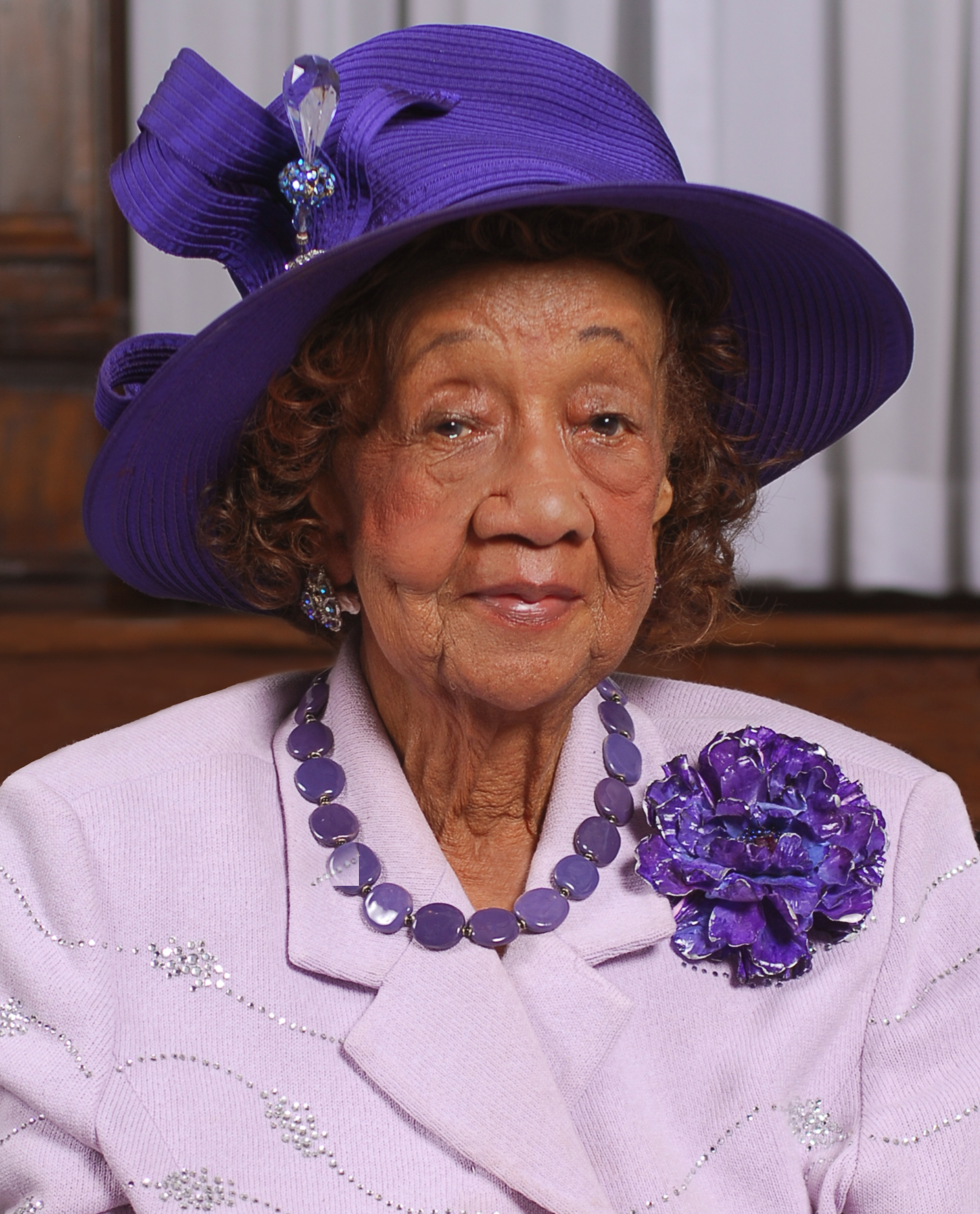
Dorothy Height (2008)

Dorothy Irene Height (* 24. März 1912 in Richmond, Virginia; † 20. April 2010 in Washington, D.C.) war eine US-amerikanische Politikerin, Bürgerrechtlerin und Sozialarbeiterin.

## Familie und Ausbildung
Height wurde als Tochter von James Edward Height, einem Bauunternehmer, und Fannie (Burroughs) Height, einer Krankenschwester, geboren. Height wuchs in Rankin, Pennsylvania, auf, einer Stahlarbeiterstadt in den Vororten von Pittsburgh. 1929 erhielt sie die Zulassung zum Studium am Barnard College der Columbia University, konnte jedoch das Studium nicht antreten, da die Universität in jedem Studienjahr jeweils nur zwei schwarze Studentinnen annahm und diese Plätze bereits anderen Bewerberinnen zugeteilt worden waren. Stattdessen studierte Height an der New York University, wo sie 1932 ihren Bachelor-Abschluss machte und 1933 ein Master’s Degree in Entwicklungspsychologie (Educational Psychology) erwarb.

## Karriere
Height begann ihre Berufslaufbahn als Sozialarbeiterin und Fürsorgerin beim New York City Welfare Department. 1933 wurde sie Leiterin des United Christian Youth Movement of North America. In dieser Zeit begann ihr dauerhafter, professioneller Kampf für die Rechte der Afroamerikaner in den Vereinigten Staaten. Sie kämpfte gegen die Lynchjustiz gegenüber Schwarzen und trat für die Desegregation in den US-Streitkräften ein. Sie unternahm landesweite Reisen, in denen sie die Vertreter der lokalen Verwaltungseinheiten dazu aufforderte, gemischtrassige (interracial) Wohnviertel zuzulassen. Height gehörte damit zu den ersten Bürgerrechtlerinnen, die gegen die Rassentrennung eintraten, in einer Zeit, als Rassentrennung und Diskriminierung an der Tagesordnung waren und es starken Widerstand gegen die Integration von Schwarzen gab. 1935 engagierte sich Height bei der Beendigung der Rassenunruhen, den sog. Harlem Riots, im New Yorker Stadtteil Harlem. 1937 – Height war zu dieser Zeit stellvertretende Leiterin der Young Women’s Christian Association in Harlem – wurde sie gemeinsam mit Mary McLeod Bethune, der Gründerin und Präsidentin des National Council of Negro Women (NCNW), von Eleanor Roosevelt damit betraut, eine Jugendkonferenz zu organisieren. Height wurde daraufhin Mitglied des NCNW und unterstützte McLeod Bethune in ihrem Kampf für Frauenrechte, insbesondere für die gleichwertige Bezahlung und das Recht von Frauen auf Schule und Ausbildung. Später, von 1957 bis 1998, leitete Height selbst als Präsidentin das National Council of Negro Women.
Auf dem Höhepunkt der Bürgerrechtsbewegung in den 1960er Jahren, organisierte Height die legendären Wednesdays in Mississippi, in denen sich amerikanische Frauen unterschiedlicher Hautfarbe, Rasse und Religion aus dem Norden Amerikas in Mississippi mit Gesinnungsgenossinnen aus dem Süden trafen, um in einem gemeinschaftlichen Dialog für die Aufhebung der Rassenschranken, für soziale Gerechtigkeit, für die beruflichen Förderung von Frauen und die Einrichtung von Freedom Schools einzutreten. 1963 war sie die einzige Frau, die einen Platz auf der Sprechertribüne erhielt, als Martin Luther King seine berühmte Rede I Have a Dream hielt. Obwohl Frauen im Rahmen der Protestkundgebung March on Washington for Jobs and Freedom nicht als Sprecherinnen vorgesehen waren, hatte ihre Platzierung auf der Tribüne symbolische Bedeutung, da Height und die Frauen innerhalb der Bürgerrechtsbewegung oft den Anstoß zu Veranstaltungen gegeben hatten und Keimzelle des Protestes waren.
Von 1944 bis 1977 arbeitete Height auf nationaler Ebene in verschiedenen Führungsposition bei der Young Women’s Christian Association. Von 1952 bis 1955 war sie Mitglied im U.S. Department of Defense Advisory Committee on Women. Von 1958 bis 1968 war sie Mitglied des New York State Welfare Board. 1965 gründete Height das Center for Racial Justice; von 1965 bis 1977 war sie dessen Präsidentin. 1970 rief Height das Women’s Center for Education and Career Advancement in New York City ins Leben, eine Organisation, die Frauen bei der Suche nach einem Einstiegsjob unterstützt.
Height war bis ins hohe Alter politisch aktiv. Im Oktober 1997 nahm sie am Million Woman March in Philadelphia teil. 2008 sprach sie bei der Democratic National Convention in Denver. Am 20. Januar 2009 gehörte sie zu Ehrengästen bei der Amtseinführung von US-Präsident Barack Obama. Im September 2009 besuchte sie, wie alljährlich, die National Black Family Reunion, die auf der National Mall in Washington, D.C. stattfand.
Height starb im Howard University Hospital in Washington D.C. an Altersschwäche. US-Präsident Obama würdigte Height als „Vorkämpferin der Bürgerrechtsbewegung und Heldin vieler Amerikaner.“ Die Begräbnisfeierlichkeiten fanden am 29. April 2010 in der Washington National Cathedral teil. US-Präsident Barack Obama ließ an diesem Tag sämtliche Flaggen auf halbmast setzen. Er nahm gemeinsam mit seiner Ehefrau Michelle Obama an Heights Begräbnis teil.

## Auszeichnungen
Height erhielt für ihr politisches, gesellschaftliches und soziales Wirken die höchsten Auszeichnungen und Orden der Regierung der Vereinigten Staaten von Amerika: 1989 erhielt sie den Four Freedoms Award in der Kategorie Freiheit von Not und 1993 die Presidential Citizens Medal, den zweithöchsten amerikanischen Zivilorden. 1993 wurde sie außerdem in die amerikanische National Women’s Hall of Fame aufgenommen. 1994 erhielt sie von US-Präsident Bill Clinton die Presidential Medal of Freedom, die höchste US-amerikanische Bürgerauszeichnung. 2003 wurde ihr von US-Präsident George W. Bush die Congressional Gold Medal zuerkannt, die sie 2004 offiziell entgegennahm. 1980 erhielt sie außerdem die Barnard Medal of Distinction, die höchste Auszeichnung des Barnard College, das ihr einst die Aufnahme des Studiums verweigert hatte. 2001 erhielt sie die Chairman’s Medal der Heinz Awards.